# Thomas Berthold
Thomas Berthold (* 12. November 1964 in Hanau) ist ein ehemaliger deutscher Fußballspieler. Er begann seine Profikarriere beim Bundesligisten Eintracht Frankfurt und spielte für fünf weitere Erstligisten in Italien, Deutschland und der Türkei. Der Abwehrspieler absolvierte darüber hinaus zwischen 1985 und 1994 insgesamt 62 Länderspiele für die deutsche Nationalmannschaft und wurde 1990 Fußballweltmeister. Seit der COVID-19-Pandemie trat Berthold als Anhänger von Verschwörungstheorien und der sogenannten Querdenker-Bewegung auf.

## Karriere

### Vereine
Berthold erlernte beim heimischen Verein KEWA Wachenbuchen das Fußballspielen, als Jugendlicher wechselte er zu Eintracht Frankfurt und erhielt schließlich zur Saison 1982/83 einen Lizenzspielervertrag bei den Profis. Sein Bundesliga-Debüt gab er am 12. März 1983 bei der 0:3-Niederlage im Auswärtsspiel gegen den Hamburger SV, als er in der 71. Minute für Martin Trieb eingewechselt wurde. Sein erstes Tor erzielte er am 4. Juni 1983 bei der 1:5-Niederlage in Düsseldorf mit dem Treffer zum 1:3-Halbzeitstand. Nach vier weiteren Spielzeiten für die Hessen wechselte Berthold nach Italien. Von 1987 bis 1989 spielte er zunächst beim Erstligisten Hellas Verona, dann für zwei Spielzeiten beim Ligakonkurrenten AS Rom, mit dem er 1991 (in zwei Finalspielen gegen Sampdoria Genua) den nationalen Vereinspokal gewann und im Hinspiel am 30. Mai in Rom, beim 3:1-Sieg, ein Tor beisteuerte.
1991 kehrte Berthold nach Deutschland zurück. Zunächst spielte er für den FC Bayern München, wo er jedoch bald nach Meinungsverschiedenheiten mit seinem Trainer Erich Ribbeck vom Training freigestellt wurde und vom Schatzmeister Kurt Hegerich die ironische Bezeichnung „Bestbezahlter deutscher Golfprofi nach Bernhard Langer“ erhielt. 1993 wechselte er zum VfB Stuttgart, wo er insgesamt fünfmal des Platzes verwiesen wurde und damit noch immer den vereinsinternen Rekord hält. 1997 gewann er mit den Schwaben den DFB-Pokal. Am 8. April 2000 (28. Spieltag) bestritt er bei der 2:5-Heimniederlage gegen den VfL Wolfsburg sein letztes Bundesligaspiel. In der deutschen Eliteklasse war er insgesamt in 332 Partien aktiv und erzielte 22 Treffer.
Vom 15. Januar 2001 bis Saisonende 2000/01 spielte er in der Türkei für den Erstligisten Adanaspor. Als der Verein den letzten Tabellenplatz belegte und abstieg, beendete Berthold seine Karriere als aktiver Spieler.

### Nationalmannschaft
Am 10. September 1981 kam Berthold in Stolberg beim 1:1-Unentschieden gegen die Auswahl Frankreichs zu seinem einzigen Länderspiel für die U-18-Nationalmannschaft.
Berthold spielte fünfmal für die U-21-Nationalmannschaft; erstmals am 27. März 1984 in Osnabrück beim 1:1-Unentschieden gegen die Sowjetunion, letztmals am 11. März 1986 in Koblenz beim 0:0-Unentschieden gegen die A-Nationalmannschaft Südkoreas.
Am 29. Januar 1985 wurde Berthold zum ersten Mal in die A-Nationalmannschaft berufen. Im Freundschaftsspiel gegen Ungarn – das Spiel ging mit 0:1 verloren – wurde er in der 80. Minute für Matthias Herget eingewechselt. Sein einziges Tor in 62 Länderspielen erzielte er am 30. April 1985 beim WM-Qualifikationsspiel beim 5:1-Auswärtserfolg gegen die Tschechoslowakei. Berthold nahm an drei Weltmeisterschaften und einer Europameisterschaft teil und wurde bei der Weltmeisterschaft 1990 in Italien Weltmeister. Die Anzahl der Länderspiele ist vergleichsweise gering, wenn man bedenkt, dass er bei drei Weltmeisterschafts-Endrunden Stammspieler war und insgesamt 18 WM-Spiele absolvierte.
Auf dem Fußballplatz war er als harter, aber technisch versierter Verteidiger bekannt. Bei der Weltmeisterschaft 1986 in Mexiko sah er im Viertelfinale gegen den Gastgeber nach einem Revanchefoul die Rote Karte, stand aber nach der Sperre im Endspiel gegen Argentinien wieder in der Startelf. Im Vorfeld der Weltmeisterschaft 1994 kehrte er nach fast dreijähriger Abwesenheit in die Nationalmannschaft zurück und bestritt bei der Endrunde in den USA sämtliche Partien von der ersten bis zur letzten Minute.
Für seine sportlichen Erfolge erhielt er – zusammen mit der Weltmeistermannschaft – vom Bundespräsidenten das Silberne Lorbeerblatt.

## Erfolge
- Vize-Weltmeister 1986
- Weltmeister 1990
- DFB-Pokal-Sieger 1997 mit dem VfB Stuttgart
- Italienischer Pokalsieger 1991 mit der AS Rom
- Deutscher A-Juniorenmeister 1982 mit Eintracht Frankfurt
- Deutscher B-Juniorenmeister 1980 mit Eintracht Frankfurt

## Abseits der Karriere
Berthold legte 1983 an der Hohen Landesschule in Hanau das Abitur ab.
Vom 1. Juli 2003 bis zum 14. März 2005 war Berthold Manager bei Fortuna Düsseldorf.
Zur Fußball-Weltmeisterschaft 2010 in Südafrika organisierte und plante er Fanreisen und -arrangements. Für Eurosport war Berthold bei der EM 2012 und bei der WM 2014 im Einsatz. Im Rahmen der Fußball-Europameisterschaft der Frauen 2013 in Schweden moderierte er einige Spiele des Turniers.
Seit einigen Jahren spielt er mit Karlheinz Förster, Guido Buchwald und weiteren ehemaligen Fußballprofis für die Schwaben Allstars. Im Rahmen dieses Projekts werden Spenden für die Mexiko-Hilfe und das Straßenkinderprojekt „Pan de Vida“ gesammelt. Ende April 2012 wollte Berthold die Rennlizenz für den Volkswagen Scirocco R-Cup machen und verunglückte in einer Trainingssession am 29. April auf der Motorsport Arena Oschersleben. Er zog sich bei dem Aufprall in die Mauer drei Rippenbrüche und eine Lungenquetschung zu.
Zwischen 2015 und 2020 trat Berthold regelmäßig als Experte bei der Sport1-Fußballtalkshow Doppelpass auf. In der Saison 2015/16 gehörte er zum Team der Sportredaktion der Deutschen Welle als Kolumnist mit dem wöchentlichen Format „Bertholds Bundesliga“.
Berthold ist Veganer und spricht sich kritisch gegenüber dem Einsatz von Schmerzmedikamenten im Leistungssport aus.

### Bezüge zu Verschwörungstheorien und „Querdenken“
Im Juni 1999 erschien auf der Webseite buecher.de eine Anzeige, in der Berthold für das Buch „Geheimgesellschaften und ihre Macht im 20. Jahrhundert“ des antisemitischen Autors Jan van Helsing als sein „Lieblingsfachbuch“ warb. Das Buch war zu diesem Zeitpunkt wegen Volksverhetzung jedoch bereits indiziert. Die Werbung wurde von den Organisationen Aktion Kinder des Holocaust und der Vereinigung der Verfolgten des Naziregimes scharf kritisiert.
Am 8. August 2020 nahm Berthold an einer Demonstration der Gruppe „Querdenken711“ in Stuttgart teil und gehörte zu den Rednern auf der Bühne. Dabei kritisierte er die Maßnahmen der Regierung gegen die Pandemie. „Die Gesellschaft wird mit Spekulationen von ein, zwei Wissenschaftlern oder Vertretern des RKI besudelt“, sagte Berthold. Von Rechtspopulisten und Verschwörungstheoretikern distanzierte er sich. Berthold gab dem rechten Blogger Oliver Janich ein Interview, das auch von dem vom Verfassungsschutz als rechtsextremer Verdachtsfall eingestuften Compact-Magazin abgedruckt wurde. Im August 2020 bekannte Berthold sich in einem Video zu zwei Kernthesen der „Reichsbürger“: Deutschland habe keinen Friedensvertrag und sei kein souveräner Staat.
Berthold schreibt für den Demokratischen Widerstand, der zweiwöchentlich erscheint, eine Kommentierung sportlicher Ereignisse, die einen Corona-kritischen Bezug haben.